# Maria Larsson (ishockeyspelare)

För andra personer med samma namn, se Maria Larsson.  
Maria "Mia" Larsson, född 18 februari 1979 i Handen, är en svensk ishockeyspelare.
Maria är spelare i Haninge Anchors HC. Hon började sin ishockeykarriär i Västerhaninge IF 1991. Andra klubbar som hon spelat i är FOC Farsta, M/B Hockey, AIK IF, Brynäs IF och Haninge HF. Hon blev som spelare Svensk mästare med M/B Hockey 1999, 2005 och 2006.
Säsongen 2010/2011 var Maria assisterande tränare för A-laget i Segeltorps IF som vann SM-guld. Säsongen 2011/2012 var hon huvudtränare för Region Öst U18 som också vann guld.
Maria deltog i Olympiska vinterspelen 2002 i Salt Lake City, där laget vann brons. Hon har totalt spelat 106 landskamper med Damkronorna mellan åren 1998 och 2006.

## Meriter
- SM-brons med Västerhaninge IF 1996
- SM-silver med Västerhaninge IF 1997
- SM-silver med FOC Farsta 1998
- SM-guld med M/B Hockey 1999
- SM-silver med AIK 2000
- SM-silver med AIK 2001
- SM-guld med M/B Hockey 2005
- SM-guld med M/B Hockey 2006
- SM-guld med Segeltorps IF 2011 (ass.coach)
- OS-brons 2002

## Klubbar
- Haninge Anchors HC (sammanslagning av Haninge HF, Västerhaninge IF, Vendelsö IK) 2013-
- Västerhaninge IF (moderklubb) 1991-1997, 2001-2004, 2006-2012

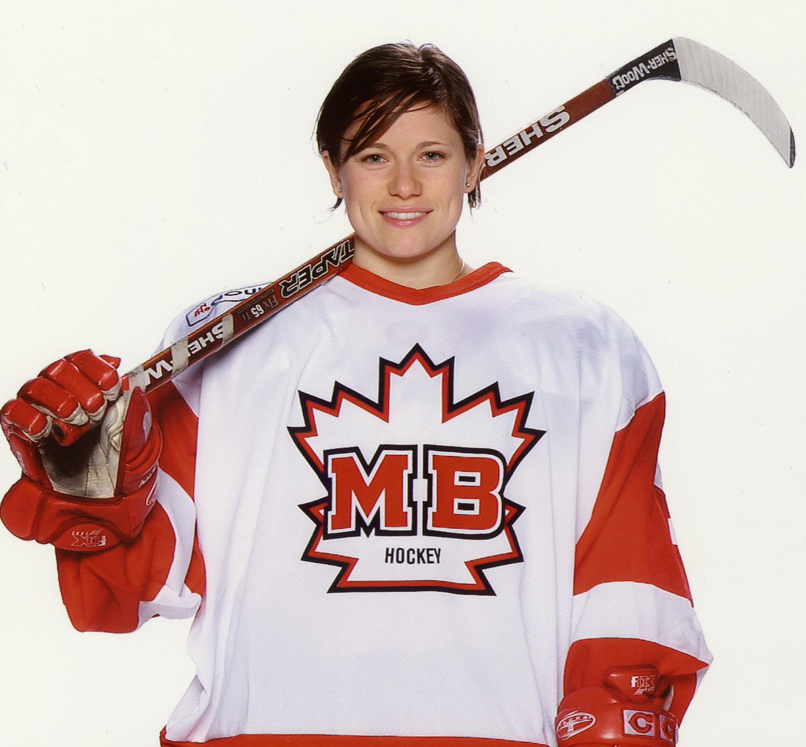
Mia Larsson, M/B Hockey 2005/2006

- FOC Farsta 1997/1998
- M/B Hockey 1998/1999, 2004-2006
- AIK 1999-2001
- Brynäs IF 2003/2004
- Haninge HF (J18) 2001/2002